# West Suorri
West Suorri (Zweeds: Alit Suorri) is de aanduiding van de westelijke tak van de Rautasrivier, die stroomt in de Zweedse  gemeente Kiruna. De Rautasrivier moet hier om het Rautaseiland heen en verdeelt zich in twee stromen, de West en Oost Suorri. Beide zijn ongeveer 3 kilometer lang.
Afwatering: Rautasrivier → West Suorri → Rautasrivier → Torne → Botnische Golf